# پاکوسواو (شهرستان راویچ)
پاکوسواو (به لهستانی:  Pakosław) یک روستا در لهستان است که در گمینا پاکوسواو واقع شده‌است. پاکوسواو ۸۹۰ نفر جمعیت دارد.